# Подольська Ірина Сергіївна
Ірина Сергіївна Подольська (нар. 14 березня 1995) — українська футболістка, захисниця харківського «Металіст 1925».

## Клубна кар'єра
Футбольну кар'єру розпочала в складі «Житлобуду-2». У Вищій лізі України дебютувала 2010 року. Багаторазова чемпіонка України та володарка національного кубку. 

## Кар'єра в збірній
З 2013 року викликалася до молодіжної збірної України (WU-19), у футболці якої дебютувала 21 вересня в переможному (3:0) поєдинку 1-го туру групового етапу дівочого чемпіонату Європи проти одноліток з Латвії. Ірина вийшла на поле в стартовому складі та відіграла увесь матч. З 2013 по 2014 рік зіграла 5 матчів за жіночу молодіжну збірну України з футболу.
З 2019 року викликається до національної збірної України. В офіційних турнірах дебютувала 7 березня 2020 року в переможному (4:0) поєдинку Кубку Пінтар проти Північної Ірландії. Подольська вийшла на поле в стартовому складі та відіграла увесь матч. 

## Досягнення
Чемпіонат України:
 Чемпіон (6): 2016, 2017, 2020, 2023, 2024, 2025
 Віце-чемпіон: (4): 2014, 2018, 2019, 2021,
 Бронзовий призер: (1): 2015
Кубок України:
 Володар (5): 2020, 2021, 2022, 2023, 2025